# Hyatt (S23)
Pour les articles homonymes, voir Hyatt.
Le Hyatt (pennant number : S23) est un sous-marin d'attaque de la Marine chilienne, de classe Oberon, initialement lancé sous le nom de Condell. Son sister-ship est le O'Brien.

## Engagements
Le sous-marin a été construit par la compagnie écossaise Scott Lithgow. Sa quille a été posée le 10 janvier 1972 et il a été lancé le 26 septembre 1973. Son achèvement, prévu en avril 1975, a été retardé par la nécessité de refaire tout le câblage interne, puis il a été encore repoussé par une explosion survenue à bord en janvier 1976. Il a été enfin mis en service dans la marine chilienne le 27 septembre 1976. Le sous-marin porte le nom d’Edward Hyatt, qui est mort à bord d’un navire de guerre chilien à la bataille navale d'Iquique. Il est le deuxième navire de guerre chilien de ce nom, après le destroyer Hyatt, lancé en 1928.
Le Hyatt a été en service depuis le milieu des années 1970 jusqu’à la fin des années 1990.
Le Hyatt et son sister-ship, le O'Brien (sous-marin), ont été remplacés en 2006-2007 par de nouvelles unités de la classe Scorpène, le General Carrera et le General O'Higgins.
En 2003, le Hyatt a été vendu, exporté et démantelé à Puerto General San Martín, près de Pisco, au Pérou. Cela a attiré l’attention en raison de l’impact environnemental des mauvaises pratiques observées pendant la démolition du navire sur ce site.